# Dweilorkest De Menaemer Feintsjes
Dweilorkest de Menaemer Feintsjes is een dweilorkest uit het Friese dorp Menaldum.
Het orkest werd opgericht in november 2005. Het dweilorkest is viermaal Nederlands Kampioen geworden op de Bemmelse Dweildag (in 2009, 2013, 2018 en 2019) en vijfmaal Nationaal Kampioen op het Nationaal Kampioenschap Dweilorkesten in Voorthuizen. Net als andere dweilorkesten treedt het orkest op bij diverse evenementen en tijdens het carnaval. Op Koningsdag werd in verschillende jaren in de binnenstad van Groningen opgetreden.